# Werakata-Nationalpark
Der Werakata-Nationalpark ist ein Nationalpark im Osten des australischen Bundesstaates New South Wales, 115 Kilometer nördlich von Sydney, in der Region des Hunter River. Der Park ist in drei Teile geteilt, die im Nordosten, Osten und Südosten der Stadt Cessnock liegen.
Südlich des Parks liegt die separate Werakata State Conservation Area.

## Geschichte
Der Werakata-Nationalpark wurde am 26. Februar 1999 aus einem 1130 Hektar großen Gebiet des Cessnock State Forest (Staatsforst Nr. 874) gebildet. Am 1. Januar 2003 kamen weitere 478 Hektar aus dem Staatsforst dazu, ebenso wie der Aberdare State Forest (Staatsforst Nr. 981) mit 531 Hektar.
Die Werakata State Conservation Area mit 2257 Hektar Fläche wurde 2007 geschaffen.
Das Gebiet um den Hunter River wurde von den Aboriginesstämmen der Awabakal, der Worimi, der Wonnarua, der Geawegal, der Birripai und der Darkinjung bewohnt, aber man weiß nicht viel über deren Nutzung des Landes in der Nähe des heutigen Nationalparks. Nach der europäischen Besiedlung im 19. Jahrhundert wurde Forstwirtschaft betrieben und Sägemühlen entstanden im und in der Nähe des heutigen Parks. Das meiste Holz wurde für den Ausbau der Bergwerke in der Gegend genutzt. 1942 wurde der Cessnock State Forest als Schutzgebiet errichtet, 1963 folgte der Aberdare State Forest. Der Holzeinschlag wurde bis zur Umwidmung in den Nationalpark fortgeführt.

## Flora und Fauna
Vor Errichtung des Nationalparks hatte man festgestellt, dass die in dieser Gegend vorherrschende Eukalyptusart „Spotted Gum“ (Corymbia maculata) im System der Schutzgebiete noch unterrepräsentiert war.
Im Park findet man auch verschiedene gefährdete Tierarten:
- den Mittleren Gleithörnchenbeutler (eine Gleithörnchenbeutlerart)
- den Graukopf-Flughund
- den Warzenhonigfresser
- den Schwalbensittich

## Sehenswürdigkeiten und Einrichtungen
- Picknickplatz Astills
- Kurri Sand Swamp Woodland.
- Wanderwege (zum Tomalpin Hill)
- Fahrradwege  (vom Picknickplatz Astills, entlang des Deadmans Trail und zurück zum Picknickplatz über die Gibsons Road).
- eine alte Waldhütte (abseits der Old Maitland Road)[5]